# Соколовско-Сарбайское горно-обогатительное производственное объединение
Соколо́вско-Сарба́йское горно-обогатительное производственное объединение (АО ССГПО) — крупнейшее казахстанское предприятие по добыче и обогащению железных руд, входящее в состав Eurasian Resources Group (ERG).

## История
30 июня 1954 года Советом министров СССР было принято решение о начале строительства Соколовско-Сарбайского горно-обогатительного комбината на базе Соколовского и Сарбайского месторождений магнетитовых руд. В августе 1957 года предприятие отправило первый эшелон товарной руды челябинским металлургам.
В 1995 году ССГПО получило приз «Золотой глобус» от международного «Фонда развития Востока» за выпуск конкурентоспособной продукции, участие в развитии экономики Казахстана и интеграцию в мировую экономику, а также приз коммерческого престижа и лучшей торговой марки от Национального маркетингового института.
В 1998 году АО «ССГПО» приобрело в собственность Рудненскую ТЭЦ, её электрическая мощность составляла всего 29 МВт.
В 2003 году была произведена реконструкция и установка двух новых турбоагрегатов, что позволило повысить мощность Рудненскую ТЭЦ до 204 МВт. В 2009 году был установлен дополнительный энергоблок, с помощью которого была увеличена электрическая мощность доведена до 267 МВт.
В августе 2017 года технологический парк ССГПО пополнился восемью 130-тонных автосамосвалами «БелАЗ».

## Состав предприятия
В состав производственного объединения входят четыре карьера — Соколовский, Сарбайский, Качарский (ранее Качарский ГОК) и Куржункульский, Соколовская шахта, доломитовые рудники, комплексы рудоподготовки и окомкования, Алексеевский доломитовый рудник, металлопрокатный и ремонтно-механический заводы. Энергетическая составляющая представлена Рудненской ТЭЦ.

## Продукция
Основной продукцией АО ССГПО являются офлюсованные железорудные окатыши и железорудный концентрат, являющиеся сырьём для доменного производства. Это сырьё поставляется на Карагандинский металлургический комбинат, Магнитогорский металлургический комбинат, Западно-Сибирский металлургический комбинат и на ряд предприятий Китая.

## Известные работники
- Антошкин, Евгений Порфирьевич (род. 1932 — ?) — Герой Социалистического Труда.
- Ермолович, Василий Михайлович (1929—2014) — Герой Социалистического Труда.
- Петров, Леонид Фёдорович (род. 1928 — ?) — Герой Социалистического Труда.
- Сандригайло, Николай Фаддеевич (1910—1982) — первый директор, Герой Социалистического Труда.
- Граур, Иван Филиппович (1928—2014) — директор, Герой Социалистического Труда.